# Rats (canção de Ghost)
"Rats" é uma canção da banda de rock sueca Ghost. Foi lançado como o primeiro single de seu quarto álbum Prequelle. A faixa liderou a parada Mainstream Rock Songs da Billboard em julho de 2018 e foi indicada ao Grammy de Melhor Canção de Rock no 61º Grammy Awards.

## Antecedentes e lançamento
A música estreou em 12 de abril de 2018, no SiriusXM, e foi lançada oficialmente no dia seguinte. A música é o primeiro single do quarto álbum de estúdio do Ghost, Prequelle, antes do lançamento do álbum em 1º de junho. Tal como acontece com a música anterior com a banda, a música foi criada por Tobias Forge e um grupo de membros anônimos da banda chamados "Nameless Ghouls". No entanto, a música foi a primeira a apresentar o novo nome artístico do alter ego de Forge, Cardinal Copia, e foi tocada por um conjunto separado de membros anônimos da banda do que o material anterior, com todos os membros anteriores da banda deixando a banda em 2017 após uma ação judicial com Forge em relação a pagamento. O videoclipe da música também foi lançado em 13 de abril. Os jornalistas notaram que o estilo e a dança do vídeo pareciam ser influenciados pelo videoclipe de Michael Jackson para sua música "Thriller".

## Temas e composição
Forge escreveu a faixa para servir como "uma grande faixa de abertura que simplesmente impressiona as pessoas imediatamente". A música também foi escrita para ser apresentada como uma abertura de concerto para grandes shows de arena; ele escreveu anteriormente "Square Hammer" para esse propósito, e teve sucesso com isso, mas não queria se sentir preso sempre tocando uma música em particular como abertura do show, como percebeu foi o que aconteceu com The Rolling Stones com sua música "Start Me Up". Metal Injection descreveu a música como soando semelhante a Ozzy Osbourne dos anos 80, chamando-a de "tão heavy metal quanto você queria que fosse, com solos de guitarra matadores, uma introdução de bateria foda e riffs que soam como se estivessem no porão de Ozzy. desde os anos 80." O próprio Forge confirmou que a criação da música foi influenciada por ouvir Osbourne abrir um show com a música "I Don't Know" de seu álbum de 1980 Blizzard of Ozz na década de 1980.
Liricamente, a música é sobre a tendência da humanidade de se apressar para o julgamento e a mentalidade da multidão. Forge explicou, em tradução livre ao português:
"De muitas maneiras, [a humanidade] voltou alguns passos, porque agora está mais perto de como era nos velhos tempos, quando as pessoas estavam paradas na praça e, de repente, é como em A Vida de Brian de Monty Python: 'Apedreje-o! Ra! Ra! Ra!' Os julgamentos públicos são muito sem supervisão e extremamente rápidos e falam com as partes mais primordiais de nós... Na verdade, não é tecnicamente sobre roedores, é sobre algo se espalhando como fogo e destruindo completamente as coisas mais rápido do que você imagina. Foi como a praga começou na Europa.

## Recepção
Greg Kennelty, da Metal Injection, elogiou a música por ser "mais sombria" e "mais pesada" do que o material de seu álbum anterior, Meliora, concluindo que "se você está morrendo de vontade de algo como o álbum de estréia do Ghost, Opus Eponymous, com um som mais atualizado, então você vai adorar 'Rats'." Vince Neilstein do Metal Sucks também elogiou por seus riffs de guitarra cativantes.

## Lista de músicas

### Download digital
| Download Digital |        |                           |         |  |
| N.º              | Título | Compositor(es)            | Duração |  |
| 1.               | "Rats" | Tobias Forge, Tom Dalgety | 4:22    |  |

### Single de 7"
| Lado A |        |         |  |
| N.º    | Título | Duração |  |
| 1.     | "Rats" | 4:22    |  |

| Lado B |                       |         |  |
| N.º    | Título                | Duração |  |
| 1.     | "Rats" (instrumental) | 4:22    |  |

## Prêmios e indicações
| Ano  | Cerimônia           | Prêmio                | Resultado |
| ---- | ------------------- | --------------------- | --------- |
| 2019 | Grammy Awards (61º) | Melhor Canção de Rock | Indicado  |

## Pessoal
Créditos adaptados do encarte.
- Tobias Forge – vocais (creditado como "Cardinal Copia")
- Um Grupo de Nameless Ghouls – guitarra solo, guitarra rítmica, baixo, bateria, teclados

## Paradas
| Parada (2018)                                           | Posição alcançada |
| ------------------------------------------------------- | ----------------- |
| Bélgica (Ultratip Bubbling Under de Flandres)           | 28                |
| Canadá (Billboard Rock)                                 | 23                |
| Suécia (Sverigetopplistan)                              | 83                |
| Estados Unidos (Billboard Hot Rock & Alternative Songs) | 16                |
| Estados Unidos (Billboard Rock Airplay)                 | 11                |

| Parada (2018)                 | Posição |
| ----------------------------- | ------- |
| US Hot Rock Songs (Billboard) | 50      |
| US Rock Airplay (Billboard)   | 38      |